# 黃東山
黃東山（1440年—?年），字世瞻，四川敘州府富順縣人，明朝政治人物。

## 生平
由國子生中式四川鄉試第六十四名舉人。成化八年（1472年）壬辰科进士。官至云南布政使司左参政。